# Euphorbia cooperi var. ussanguensis
Euphorbia cooperi var. ussanguensis es una variedad de la especie Euphorbia cooperi, es una planta suculenta perteneciente a la familia Euphorbiaceae. 

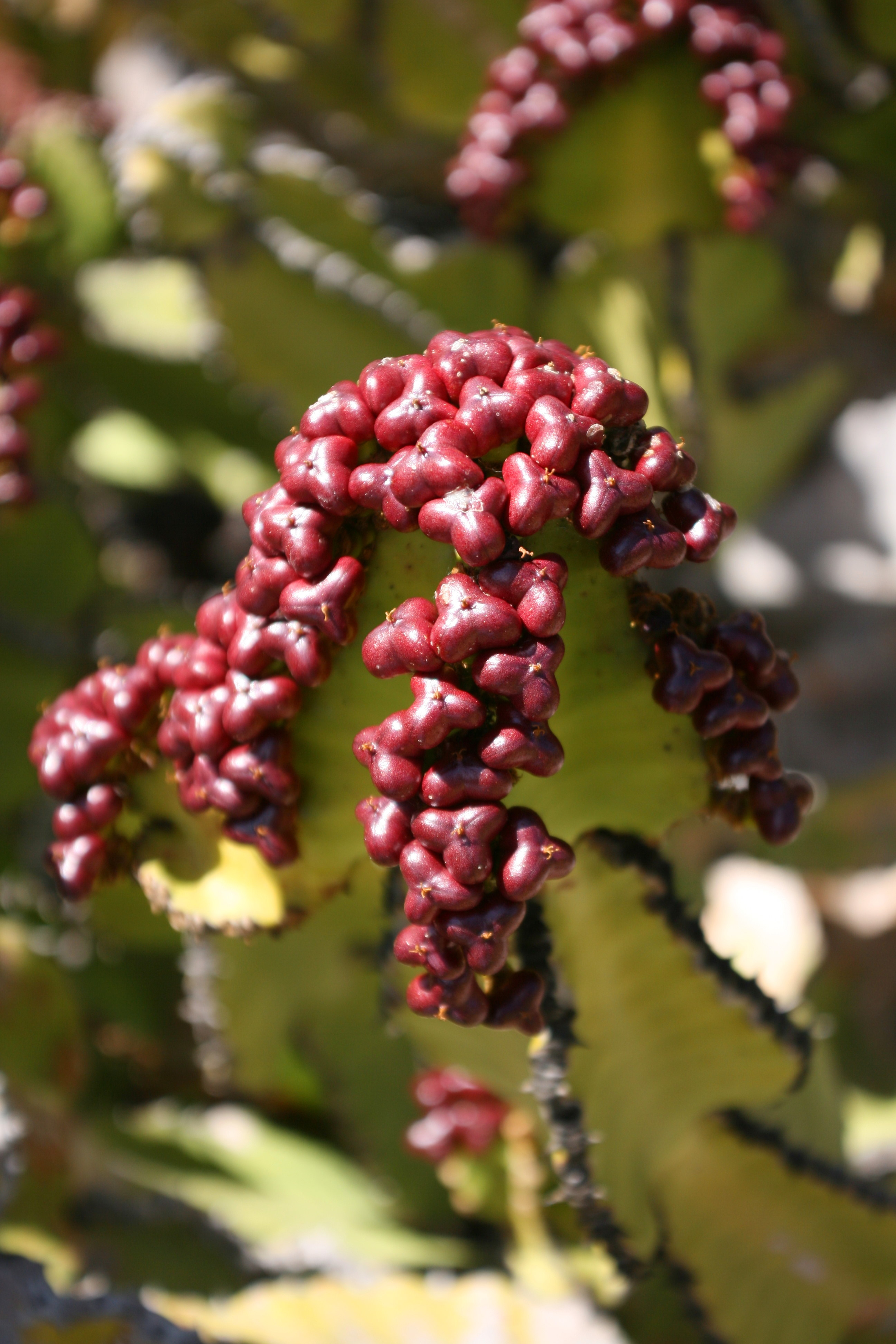
Vista de la planta

## Descripción
Esta planta espinosos, suculentas tiene un árbol desnudo, tronco gris, hasta 3 m de alto. Los agujeros en el tronco por la edad indican que las ramas han caído fuera. Las ramas (hojas suculentas) son notables con 4 - 6 -alas y se asemejan a un grueso cordón de bolas. Las espinas forman un margen espigado a lo largo de cada cresta en las ramas. Espinas se encuentran en pares y son por lo general de 5 a 7 mm de largo.

Las flores de color verde amarillento son bisexuales y se agrupan a lo largo de las costillas entre las espinas, se encuentran en grupos de 3 cymes (flor formado en la punta y los subsiguientes formaciones a continuación) situado hacia las puntas de las ramas. La floración es tiempo comprendido entre septiembre y octubre.
El fruto es de una 3 cápsulas lobuladas de 15 x 8 mm de largo y de color verde.  Las marcas también son visibles en el sector de las frutas que aparezcan en septiembre y octubre en adelante y en superposición con el tiempo de floración.

## Distribución
Es endémica de Sudáfrica, Malaui, Mozambique, Zambia y Zimbabue.  Se encuentran en la mayoría de pastizales arbolados y lugares rocosos de KwaZulu-Natal, a través de Suazilandia y hasta el Mesina en Limpopo.

## Taxonomía
Euphorbia cooperi var. ussanguensis fue descrita por (N.E.Br.) L.C.Leach y publicado en Sukkulente Euphorbien 83. 1907[1906].
Etimología
Euphorbia: nombre genérico que deriva del médico griego del rey Juba II de Mauritania (52 a 50 a. C. - 23), Euphorbus, en su honor – o en alusión a su gran vientre –  ya que usaba médicamente Euphorbia resinifera. En 1753 Carlos Linneo asignó el nombre a todo el género.
cooperi: epíteto otorgado en honor del botánico James Graham Cooper (1830-1902).
ussanguensis: epíteto
Sinonimia
- Euphorbia ussanguensis N.E.Br[5]